# Johnny Cymbal
Johnny Cymbal (nascido como John Hendry Blair em Ochiltree, 3 de fevereiro de 1945 - morto em 16 de março de 1993 em Nashville, Tennessee) foi um cantor, compositor e produtor dos Estados Unidos. Seu maior sucesso é a canção "Mr. Bass Man", que alcançou a 16ª colocação na parada The Billboard Hot 100.